# Glycosia sumatrana
Glycosia sumatrana är en skalbaggsart som beskrevs av Jakl 2009. Glycosia sumatrana ingår i släktet Glycosia och familjen Cetoniidae. Inga underarter finns listade i Catalogue of Life.